# Karl Petzold (Thermodynamiker)
Karl Petzold (* 27. April 1926 in Zwickau-Planitz; † 14. März 2006 in Dresden) war ein deutscher Thermodynamiker, Hochschullehrer und Begründer des Wissenschaftsgebietes der Bauklimatik.

## Leben
Karl Petzold schloss 1946 seine Schulbildung (unterbrochen durch Flakhelfereinsatz und eine schwere Kriegsverletzung in den Jahren 1943 bis 1945) mit dem Abitur ab. Er studierte in Dresden Maschinenbau, seine berufliche Laufbahn führte ihn über die Agfa Wolfen zum Institut für Luft- und Kältetechnik in Dresden. Dort promovierte er und verfasste seine Veröffentlichung „Zur Entwicklung und den zukünftigen Aufgaben der Klimatechnik“.
Die TU Dresden berief ihn 1968 als Nachfolger für Professor Arpad Kussmann (1902–1996), den Leiter des Instituts für Technische Bauhygiene und Haustechnik. In den folgenden knapp 25 Jahren veröffentlichte er über 200 Beiträge, vorwiegend in der Zeitschrift „Luft und Kältetechnik“ des gleichnamigen Instituts, betreute vierzig Doktoranden sowie mehrere Projekte für die Industrie.
Petzold begründete das Forschungs- und Lehrgebiet der Bauklimatik, das er als Institutsdirektor an der Technischen Universität Dresden von 1972 bis 1992 leitete. Es löste zahlreiche bauklimatische Probleme  und ihre praktikable Berechnung. Den Schwerpunkt seiner Arbeiten war der Energie- und Stofftransport in Gebäuden. Das Ziel eines klimagerechten Bauens verfolgte er unter Einbeziehung hygienischer und ökonomischer Zwänge, mit der Konzentration auf die freie Klimatisierung, insbesondere den „Sommerfall“, sowie energieökonomische Probleme, den Heizenergiebedarf, den ökonomisch und energetisch optimalen Wärmeschutz, sowie die lüftungstechnische Ankopplung von Außenbauteilen.
Petzold bezog bereits die grauen Energien in seine Optimierungsverfahren ein.

## Werke
- Wirtschaftliche Lüftung und Klimatisierung in der polygraphischen Industrie, 1963
- Experimentelle Untersuchung zum örtlichen Wärmeübergang an der senkrecht angeströmten Platte, 1968, Dissertation
- Wärmelast, 1975, 2. Aufl. 1980
- Raumlufttemperatur, 1976, 2. Aufl. 1983
- Bauen in warmen Klimaten – bauklimatische Grundlagen, 1986
- Bauklimatische Analyse der Frauenkirche in Dresden, 1998
- Zum Energiegewinn aus der Sonnenstrahlung, 1999
- Lehrbuch der Bauphysik, 5. Aufl. 2002 (Mitautor)